# Borbino
Borbino è una frazione del comune di Abbadia Lariana. Ha circa 300 abitanti, e si trova ai piedi del Monte Borbino.
Fu comune autonomo fino al 1757

## Monumenti e luoghi d'interesse
In questa frazione ci sono sei chiese antiche, una delle quali ancora oggi aperta al culto.
Borbino faceva parte di un sistema difensivo che si sviluppava lungo la costa lacustre, composto da torri di guardia che servivano in passato per avvistare i nemici. Altre torri sono collocate ad Abbadia, Mandello, Rongio e Maggiana.
A Borbino passa il sentiero del Viandante, un percorso di 45 Km che si estende fino a Colico.
Questo sentiero prende origine da un'antica via di passaggio che portava dal milanese alla Svizzera testimoniando il ruolo del territorio lariano nei traffici commerciali.